# Troféu Internet de 2002
O Troféu Internet de 2002 ocorreu em 7 de abril de 2002, foi apresentado por Silvio Santos e exibido pelo SBT.
A premiação condecorou os melhores artistas da televisão e da música brasileira do ano de 2001, através de votação online, que foram anunciados durante a 41ª edição do Troféu Imprensa. 

## Vencedores
| Melhor Programa de TV                                             | Melhor Programa de Auditório               |
| ----------------------------------------------------------------- | ------------------------------------------ |
| Casa dos Artistas                                                 | Programa Raul Gil                          |
| Melhor Programa de Entrevistas                                    | Melhor Programa Humorístico                |
| Programa do Jô                                                    | Os Normais                                 |
| Melhor Programa Infantil                                          | Melhor Programa Jornalístico               |
| Sítio do Pica-Pau Amarelo                                         | Fantástico                                 |
| Melhor Telejornal                                                 | Melhor Apresentador(a) de Telejornal       |
| Jornal Nacional                                                   | Ana Paula Padrão                           |
| Melhor Animador / Apresentador                                    | Melhor Animadora / Apresentadora           |
| Silvio Santos                                                     | Hebe Camargo                               |
| Revelação do Ano                                                  | Melhor Novela                              |
| Supla                                                             | O Clone                                    |
| Melhor Ator                                                       | Melhor Atriz                               |
| Antônio Fagundes (como Bartolomeu e Félix, de Porto dos Milagres) | Giovanna Antonelli (como Jade, de O Clone) |
| Melhor Cantor                                                     | Melhor Cantora                             |
| Supla                                                             | Ivete Sangalo                              |
| Melhor Conjunto Musical                                           | Melhor Música                              |
| Bruno & Marrone                                                   | "Dormi na Praça" - Bruno & Marrone         |
| Melhor Locutor Esportivo                                          | Melhor Comercial                           |
| Galvão Bueno                                                      | Brahma                                     |